# Rơm

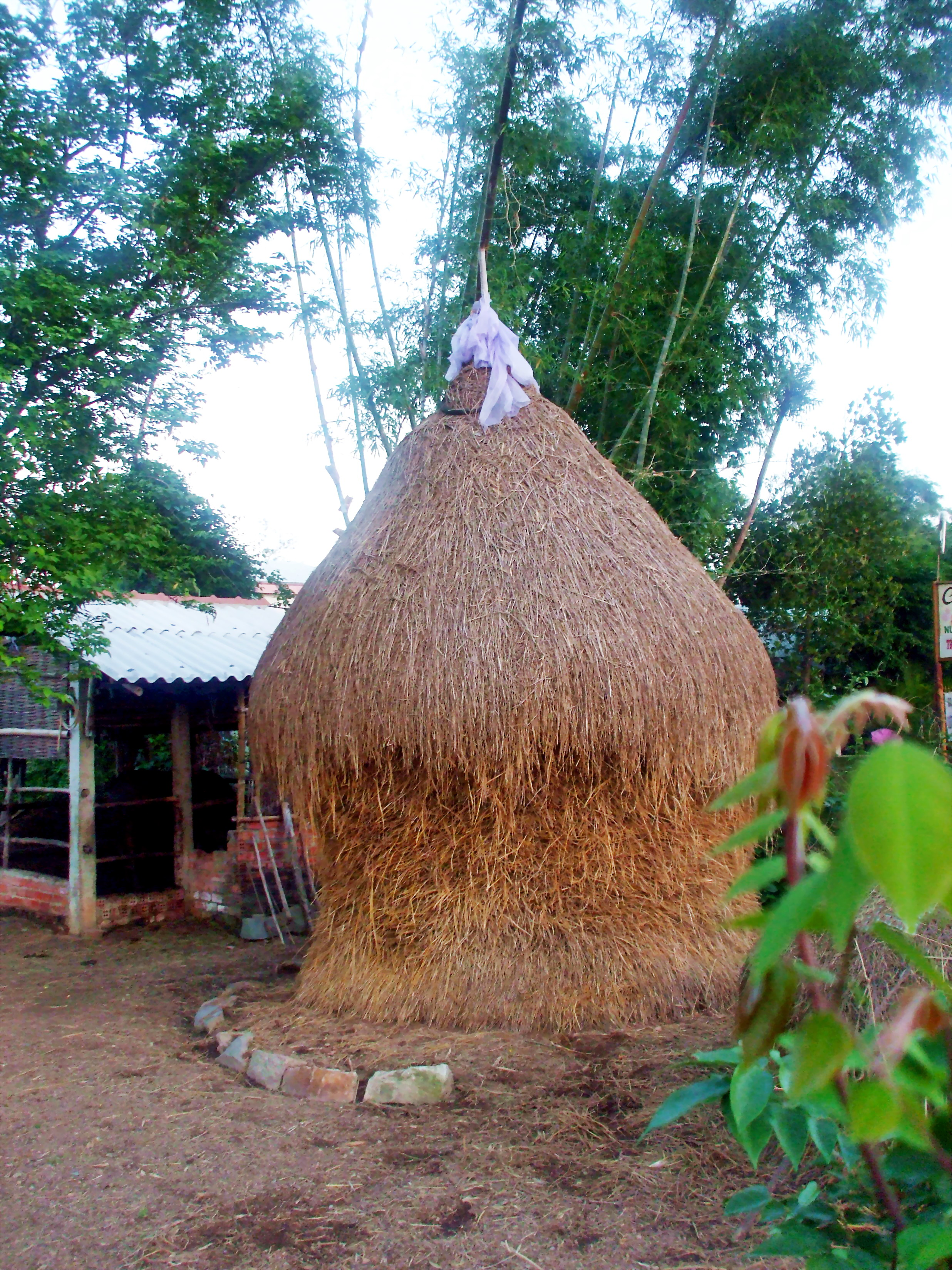
Một cây rơm ở nông thôn Việt Nam

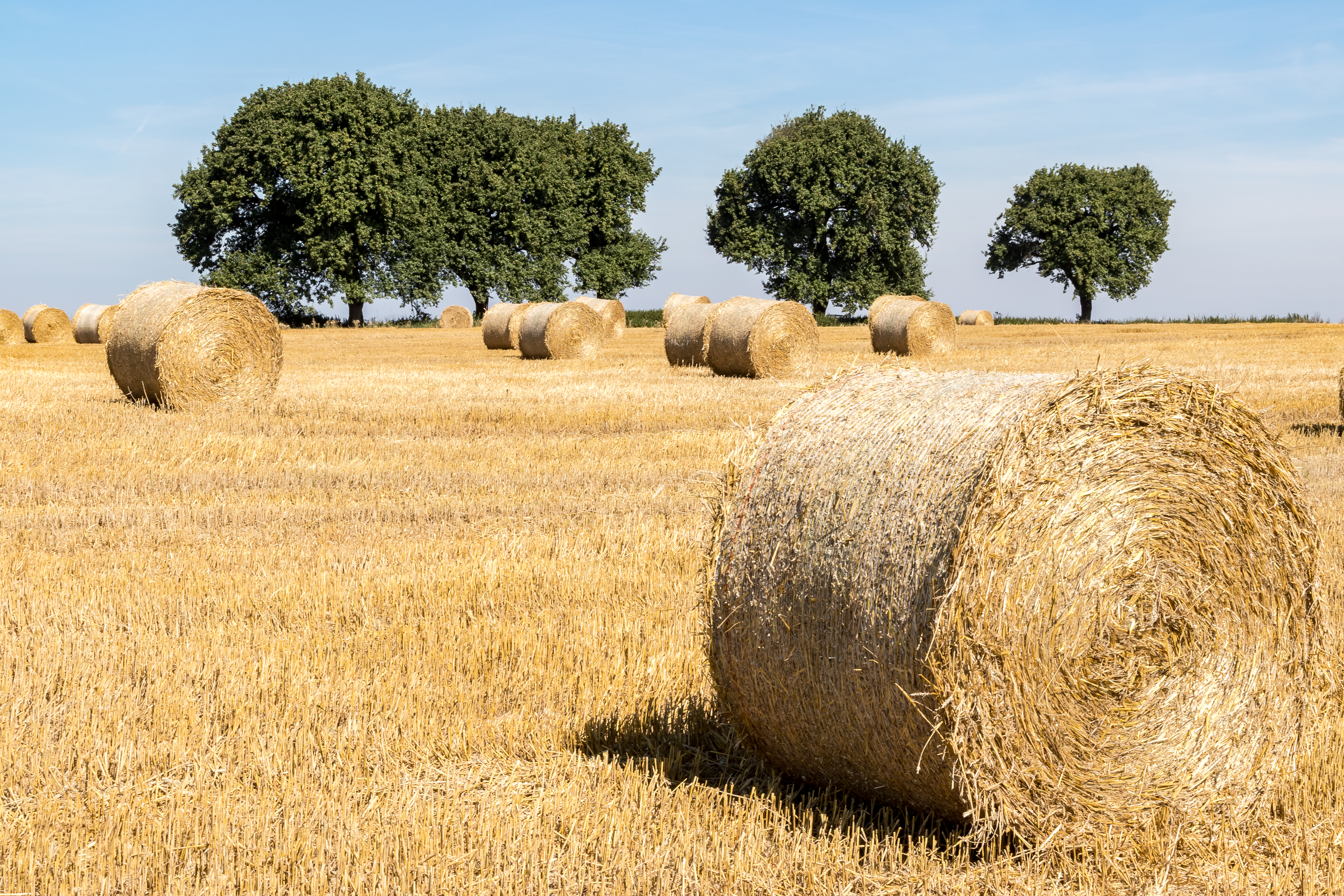
Những đụn rơm bó tròn trên bãi rạ, sau mùa gặt tại Normandie, Pháp

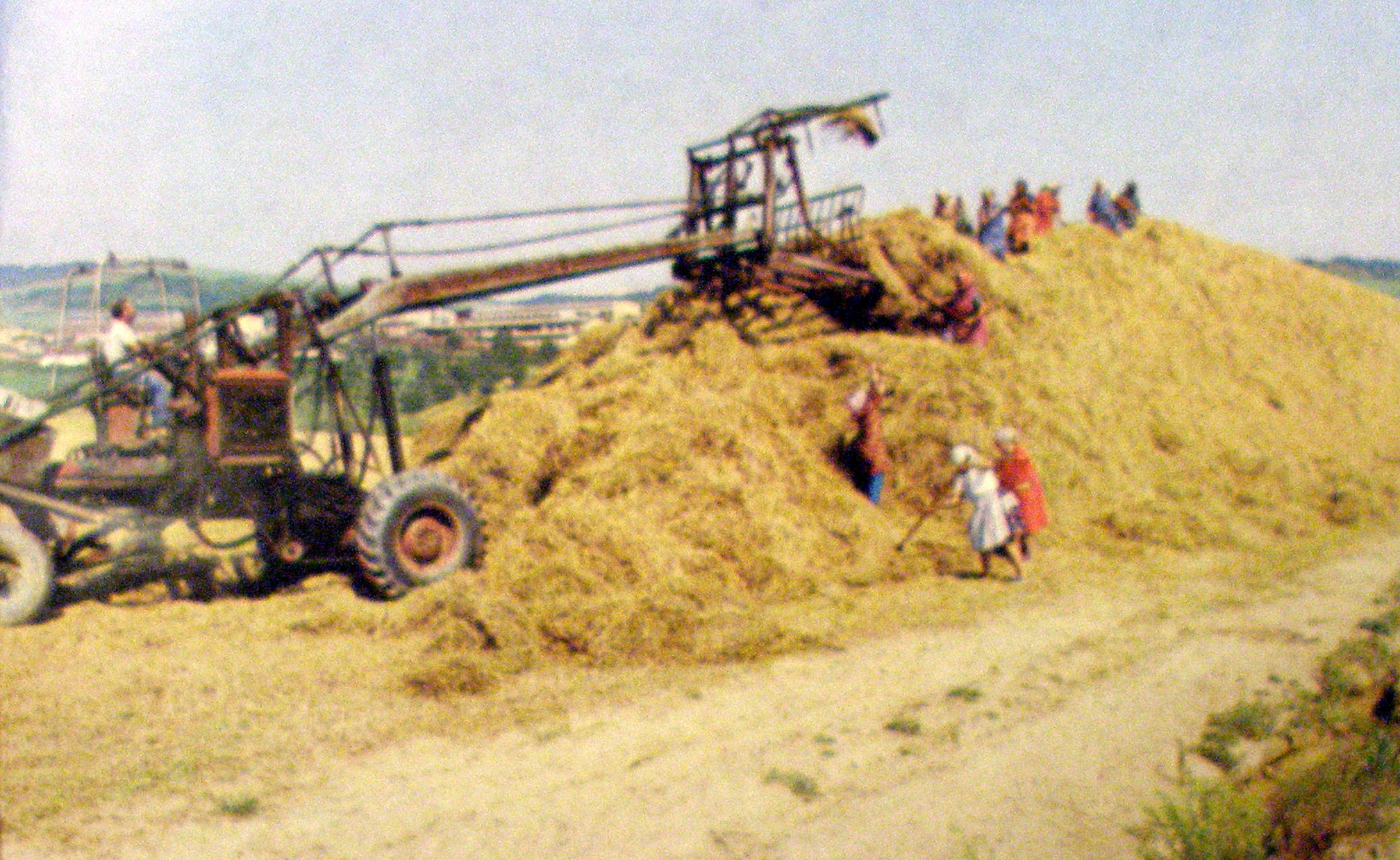
Gom thu rơm

Rơm là các thân cây khô của cây ngũ cốc, sau khi đã thu hoạch các hạt. Rơm có thể là phần trên của thân các loại cây lúa (lúa nước, lúa mì, lúa mạch) đã gặt và đập hết hạt, hoặc là các loại cỏ, cây họ đậu hay cây thân thảo khác đã được cắt, sấy khô (phơi nắng) và được lưu trữ để sử dụng làm phân xanh, làm thức ăn cho gia súc, động vật nuôi.
Cũng thường gọi chung là rơm rạ, tuy nhiên nên phân biệt rạ là gốc cây lúa còn lại sau khi gặt và cắt phần thân, và khác với cỏ khô.
Trên cánh đồng hay các ruộng lúa, sau khi thu hoạch xong phần hoa lợi của các loại cây lương thực, phần rơm sẽ được gom và dồn lại thành từng đống rơm hay ụ rơm để ủ rơm. Thông thường sau mỗi vụ thu hoạch sẽ có những người chuyên làm nghề cào rơm, thu gom rơm chất đống để sử dụng gọi là cây rơm, khi sử dụng thì người ta sẽ rút từng bó rơm ra. Hình ảnh một ụ rơm bên cạnh một ngôi nhà tranh trên cánh đồng hoặc ruộng lúa nơi có những trẻ em hay nô đùa, chơi trò ú tim (trò chơi Trốn tìm) xung quanh cây rơm thường là một biểu tượng đẹp về hình ảnh của một đồng quê thanh bình.

## Sử dụng

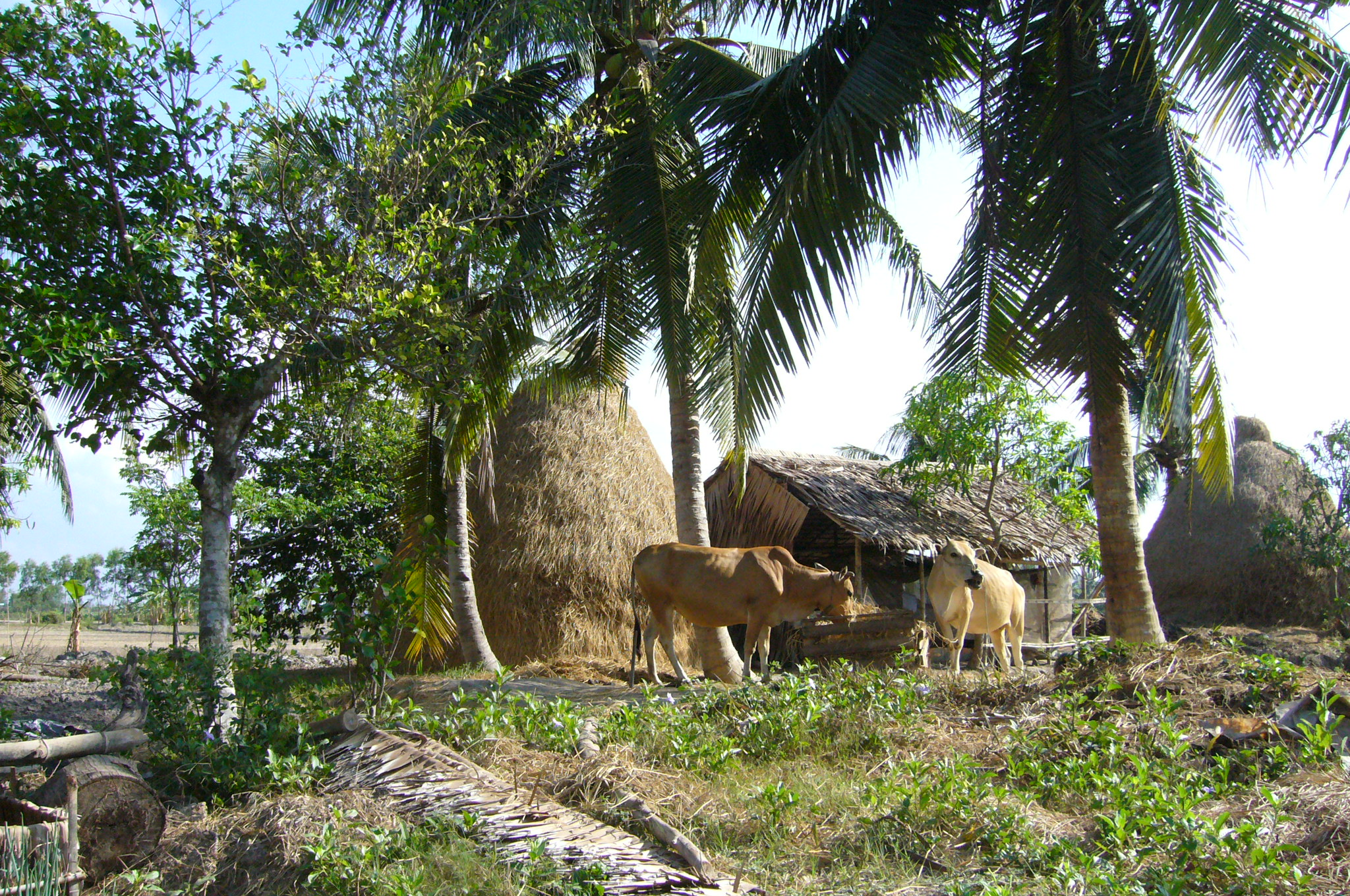
Phong cảnh làng quê tại vùng đồng bằng sông Cửu Long, với mái nhà rơm làm chuồng bò

Rơm thường được dùng làm thức ăn cho gia súc, đặc biệt là đối với gia súc chăn thả như trâu, bò, ngựa, dê, và cừu. Rơm cũng được dùng làm thức ăn cho vật nuôi như thỏ và chuột lang. Lợn có thể được cho ăn rơm nhưng chúng không tiêu hóa nó một cách tốt nhất giống như là động vật ăn cỏ thực thụ. Thông thường rơm được lấy từ nguồn các loại cây lúa mì, lúa nước sau khi thu hoạch phần hạt còn lại phần lá. Rơm còn là nguồn thức ăn dự trữ, che chắn chuồng trại và lót cho gia súc nằm rất tốt cho các gia súc nhất là khi mùa rét, gia súc không thể chăn thả trên các cánh đồng, và không có sẵn do thời tiết (chẳng hạn như trong mùa đông).
Khi mùa rét, trâu bò, ngựa, dê không thể chăn thả, người ta thường cho chúng ăn rơm, tuy rơm không có các chất bổ hoặc dinh dưỡng nhưng có chức năng lót dạ tạm thời khiến chúng có cảm giác no vì vậy sẽ không chết đói. Rơm cũng cho ăn trong suốt thời gian khi một con vật không thể ra đồng cỏ, chẳng hạn như khi các động vật được giam giữ trong chuồng hoặc nhà kho. Ngoài ra rơm còn được sử dụng để làm chất đốt rất tốt, ở Việt Nam, ở vùng nông thôn người ta thường dùng rơm để thổi lửa, đun nấu... bên cạnh đó, rơm còn là nguyên liệu quan trọng để nuôi trồng nấm rơm (một loài nấm chuyên mọc trên rơm), trải rơm làm ổ nằm (ổ rơm), hay là làm mái nhà và trộn với đất thành vách nhà. Ngoài ra rơm có thể được ủ để làm phân hữu cơ rất tốt cho đất.

## Ảnh

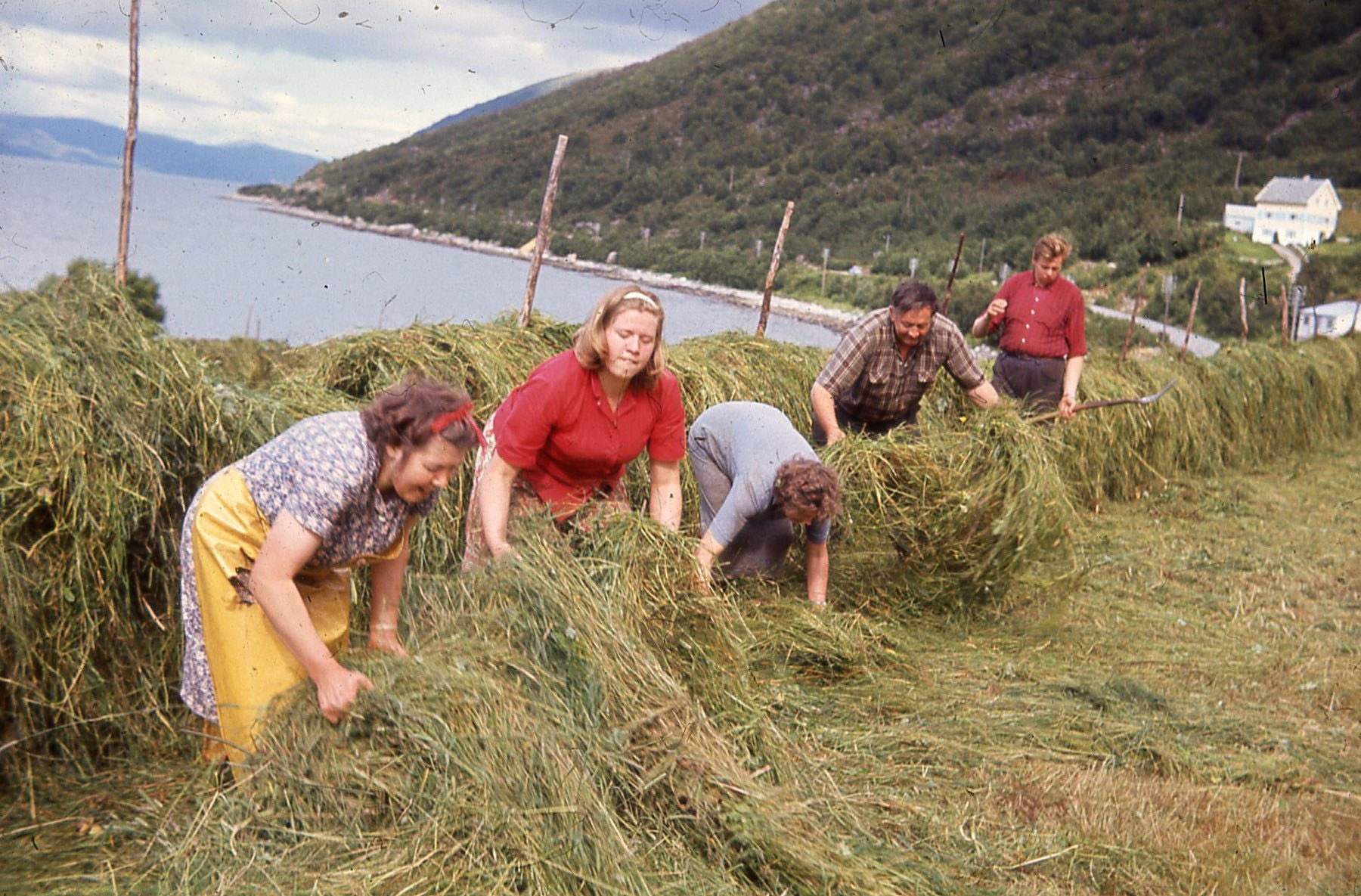
Thu gom rơm
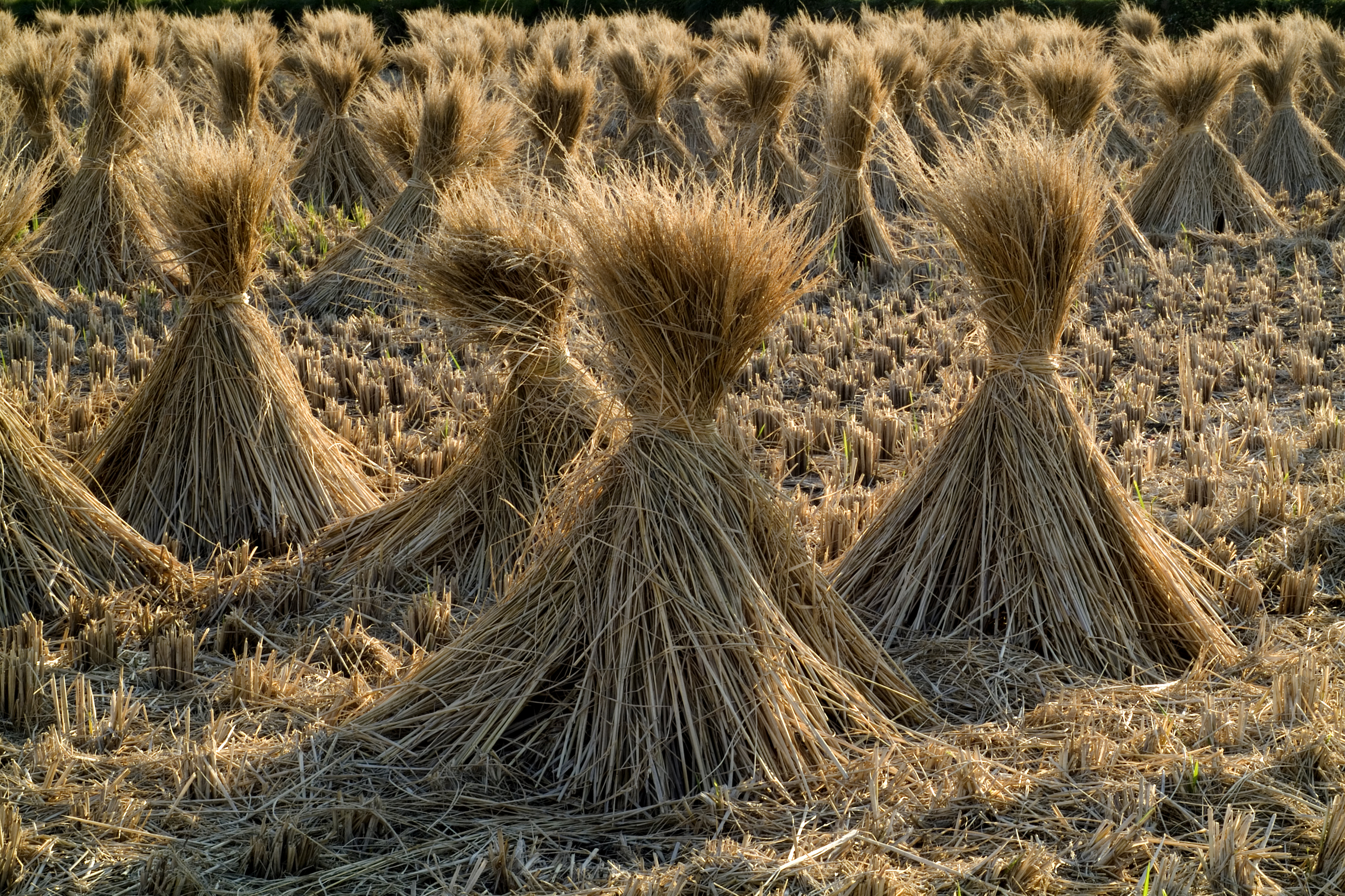
Những bó rơm từ lúa
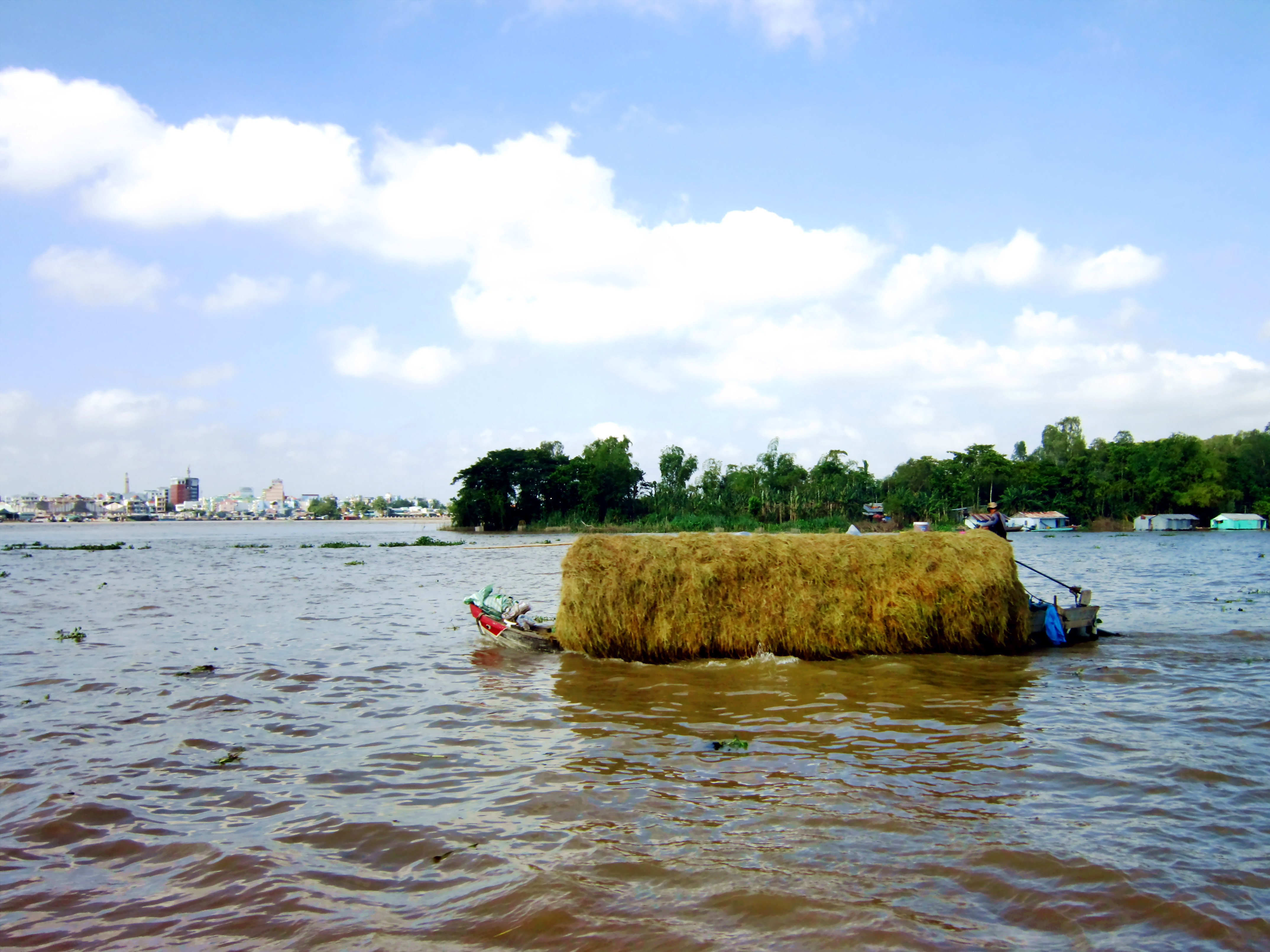
Ghe chở rơm trên sông Hậu.
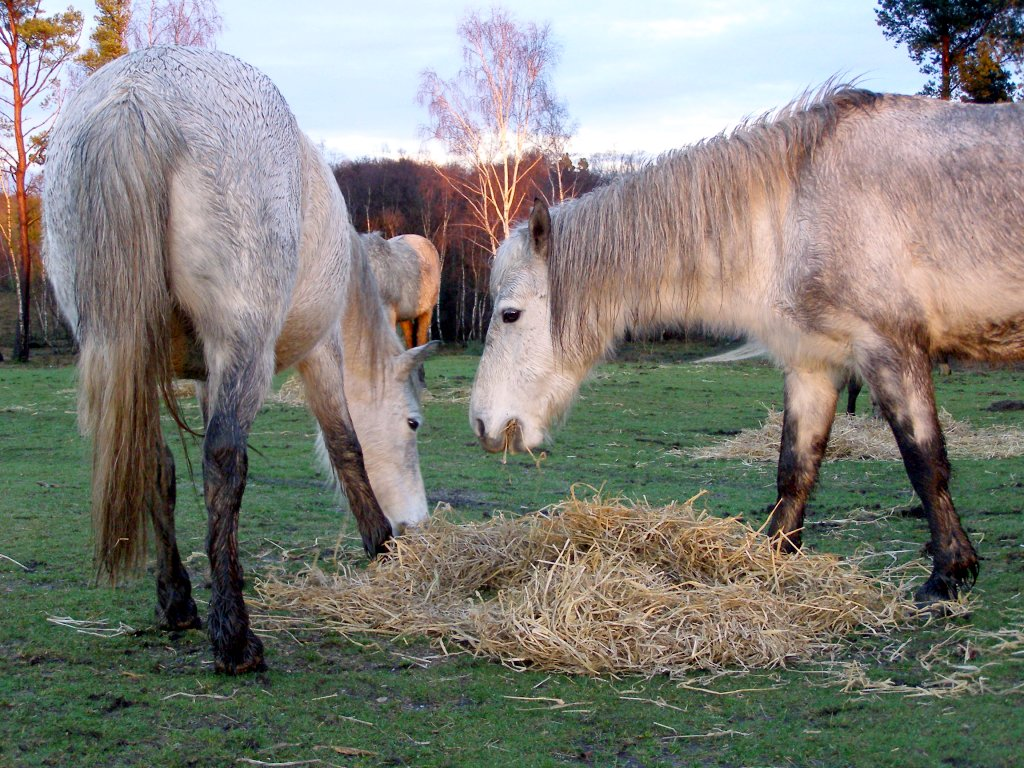
Ngựa non ăn rơm
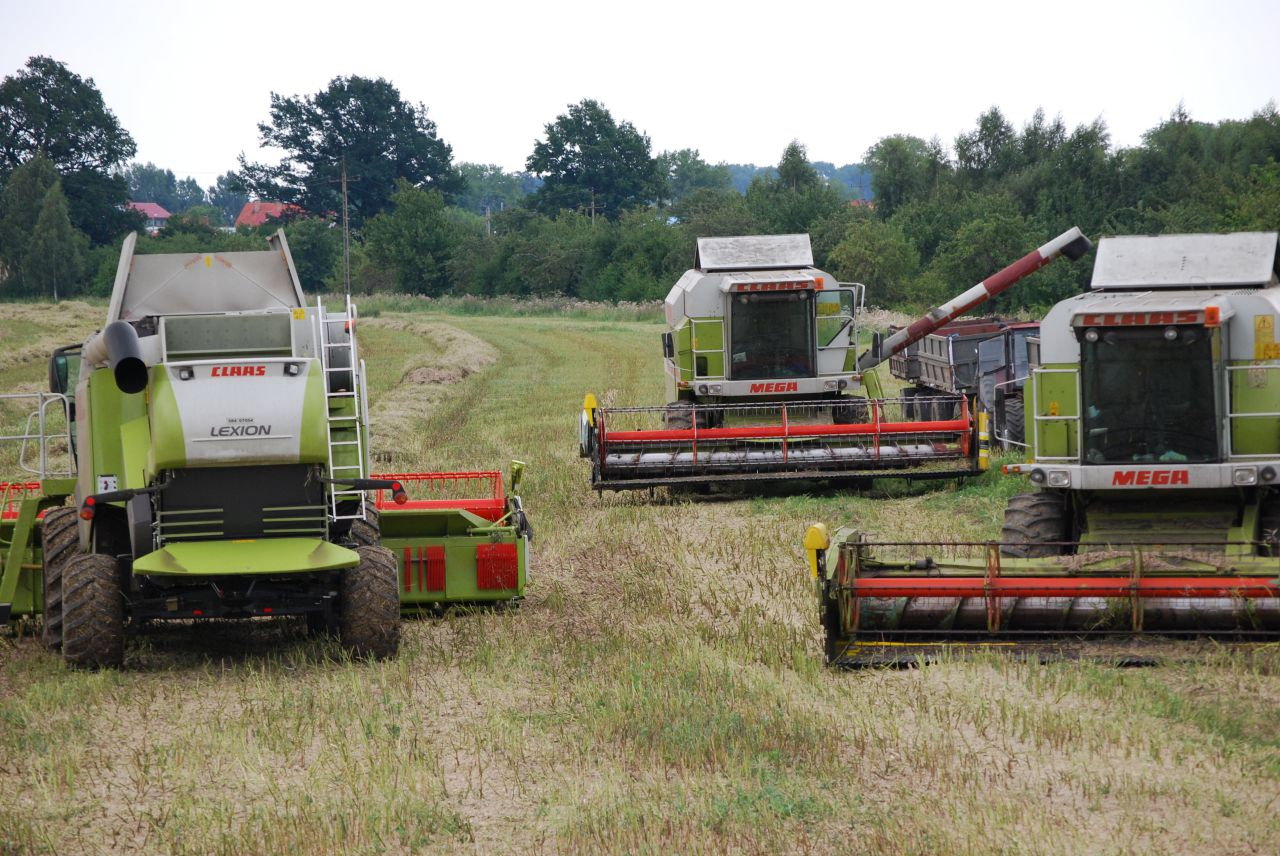
Máy cào rơm
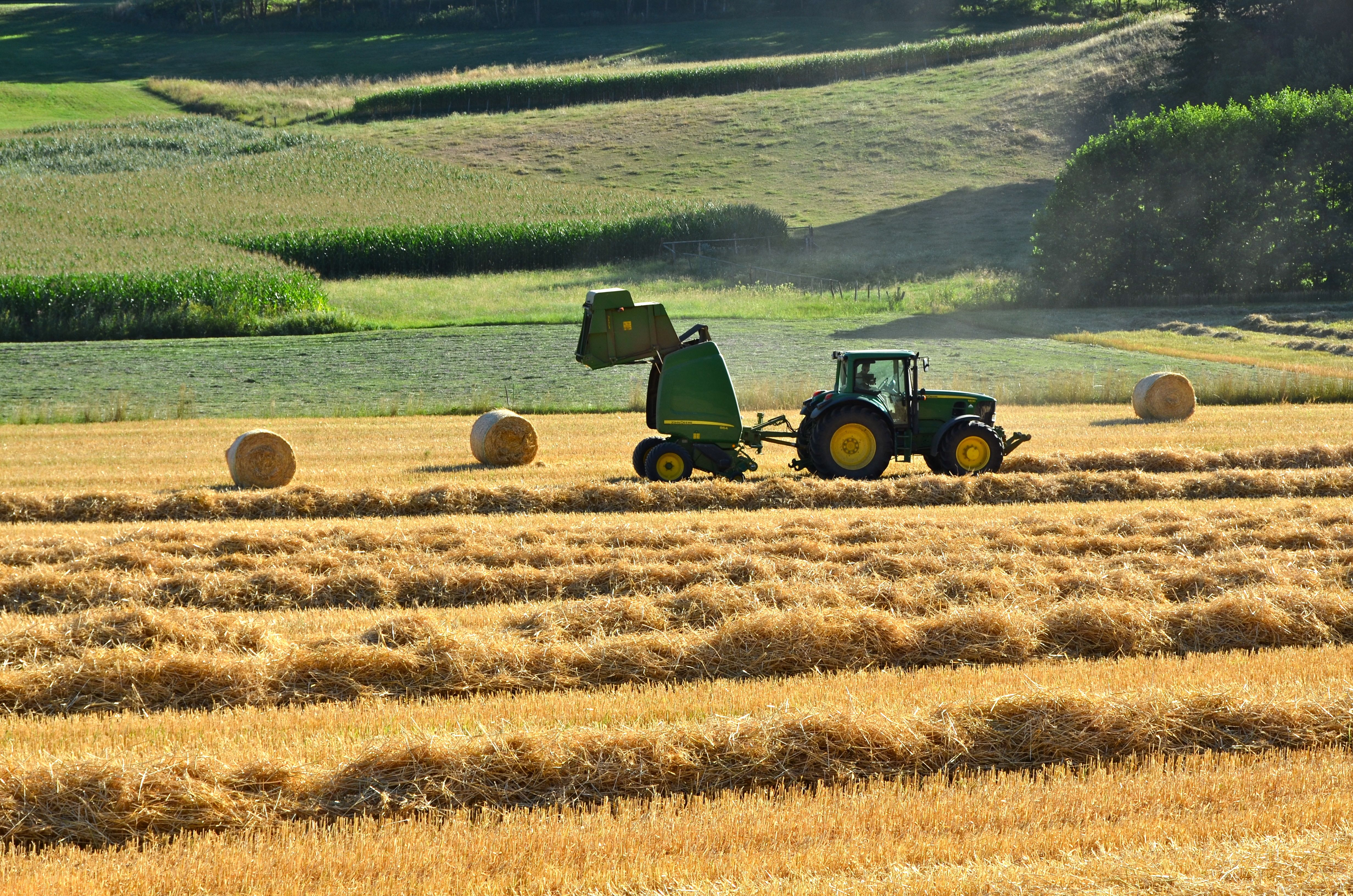
Gom rơm và bó tròn bằng máy tại Áo
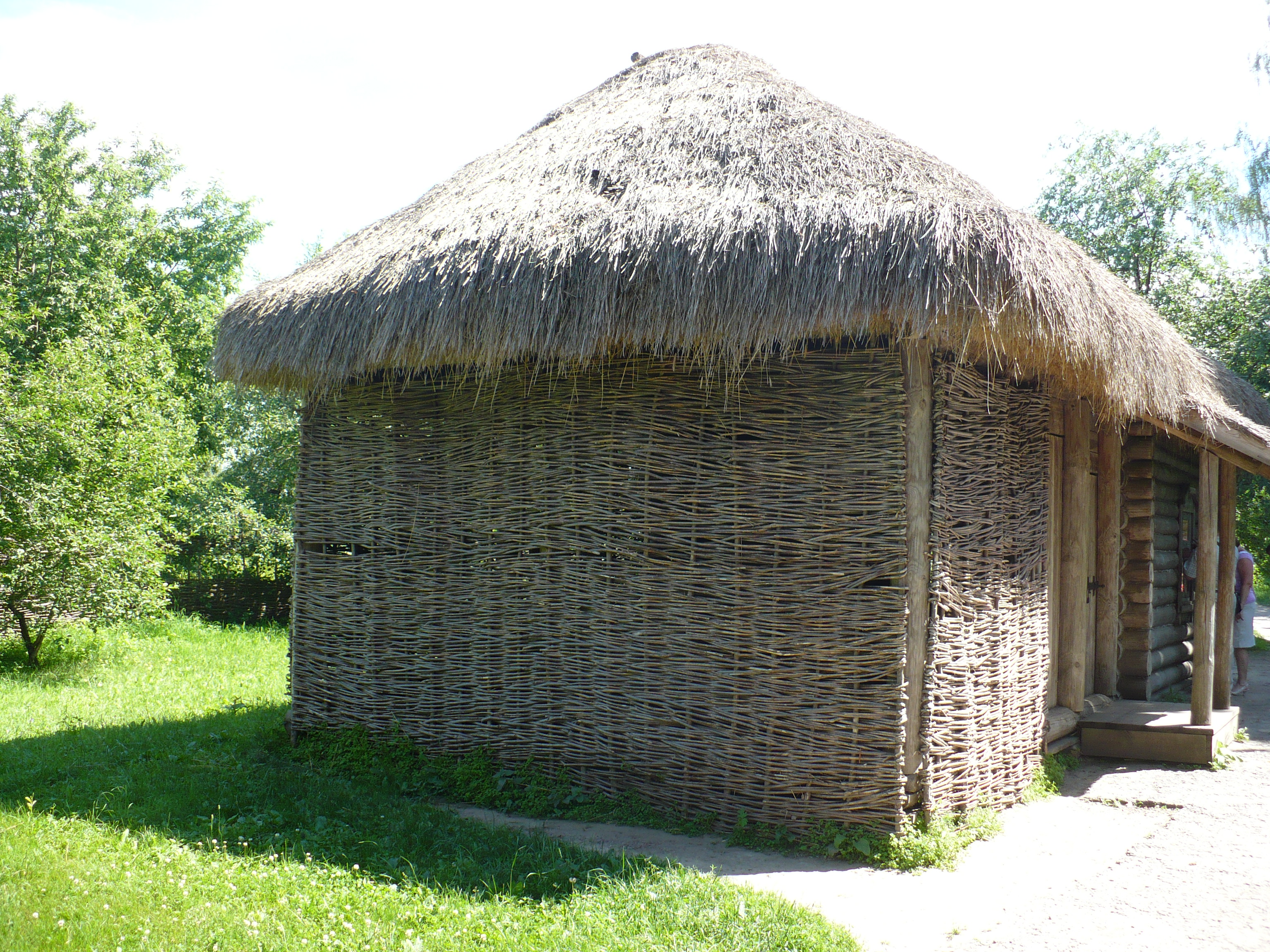
Mái nhà rơm
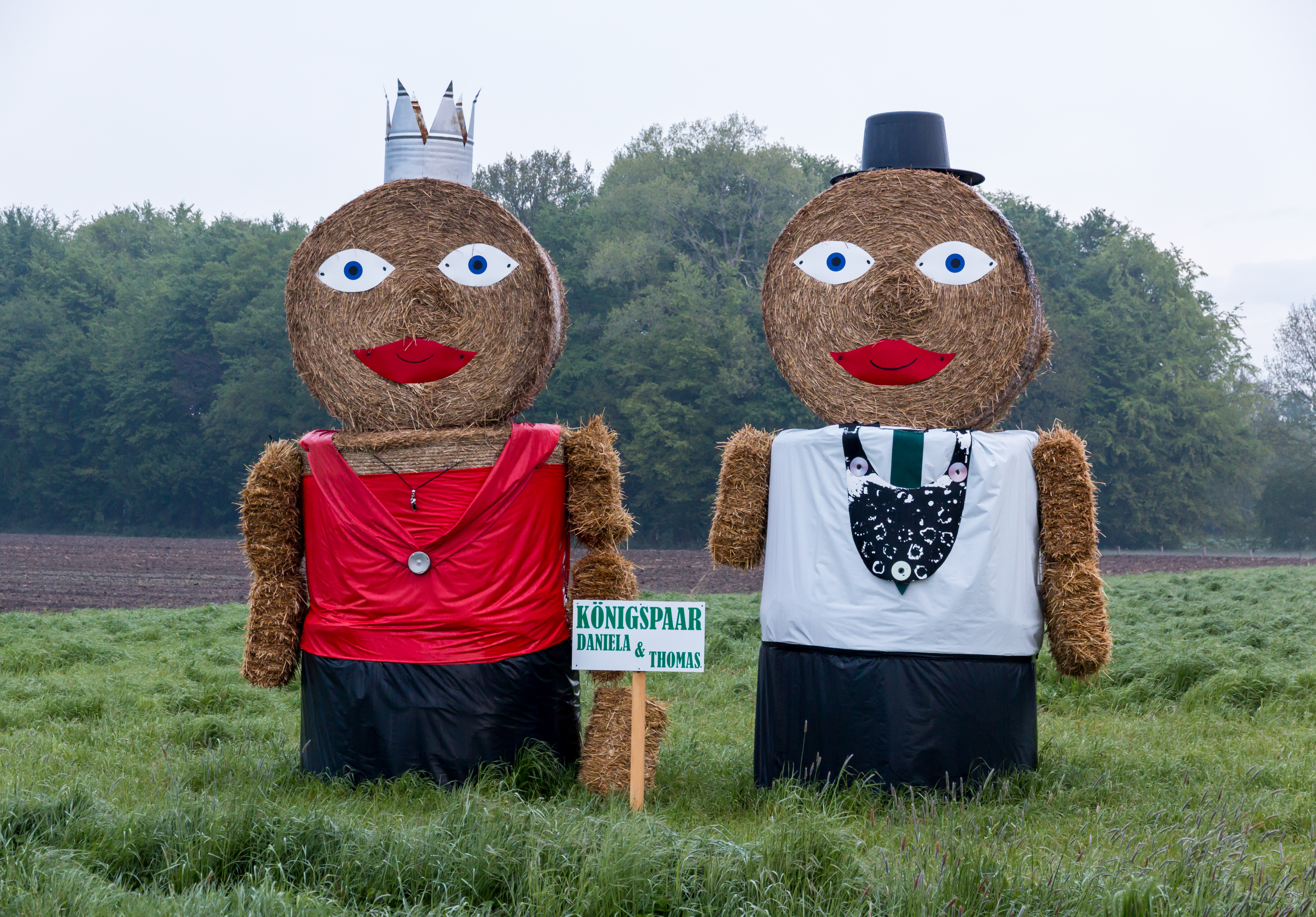
Người rơm